# كايدن كروس
كايدين كروس (بالإنجليزية: Kayden Kross)‏ (مواليد 15 سبتمبر 1985) هي ممثلة إباحية أمريكية من أصول سويدية. حصلت على عدة جوائز عن أعمالها.
ولد كروس ونشأ في سكرامنتو، كاليفورنيا. نشأت في التلال الواقعة بين سكرامنتو وبلاسرفيل. هي في الغالب من أصول سويدية. وصفت نفسها بأنها «المهووسة بالكتب» خلال فترة عملها كطالبة في المدرسة الثانوية. بدأت كروس في تجريدها من ملابسها في رانشو كوردوفا، كاليفورنيا عندما كانت في الثامنة عشرة من عمرها لكسب أموال إضافية لإنقاذ مهر من بيت ذبح، احتفظت به لمدة ثمانية أشهر. اتصل بها لاحقًا وكيل، أتاحت علاقته التجارية لكروس فرصة عرض الأزياء في مجلات الكبار.

## المسار المهني
تضمنت أفلامها مع Vivid فيلم Kayden's First Time و Hard Time و Be Here Now. غير راضية عن الشركة، أصبحت وكيلاً حراً بعد عام واحد عندما لم تجدد عقدها. وقعت عقدًا حصريًا مع Adam & Eve بعد شهر واحد من كونها وكيلة مجانية. تم تسميتها بنتهاوس الحيوانات الأليفة لشهر سبتمبر 2008. تم إطلاق الموقع الرسمي لـ Kross ، ClubKayden.com ، في 2 سبتمبر 2008. استضافت Kross مدونة على UnKrossed.com ، وكتبت تحديثات منتظمة وأعمدة الرأي لموقع MikeSouth.com ، وهي مدونة إشاعات خاصة بالبالغين، من بين مواقع أخرى.
أصبحت Kross حصرية لـ Digital Playground بموجب عقد متعدد السنوات في 1 يناير 2010. وتصدر فيلمها الأول مع الشركة، The Smiths ، مخططات المبيعات على الفور واستمر في كونه الأكثر مبيعًا. حصلت على زمام المبادرة في ميزانيتها الضخمة، Body Heat ، في شهرها الثالث في العقد. وفازت بجائزتي أفضل ممثلة عن هذا الدور. [التوضيح مطلوب]
استضاف كروس 2010 حفل توزيع جوائز AVN ، إلى جانب الممثلة الإباحية كيرستن برايس والكوميدي ديف أتيل. كانت "Cover Girl" في مجلة Penthouse لشهر سبتمبر 2008 و 2010. لعب كروس دور البطولة في أفضل فيلم AVN لعام 2010 في اليوم الثامن وصوّر دور إلين نوردغرين، زوجة تايجر وودز، في فيلم تايلر وود من آدم وحواء.
في عام 2012، استضافت جوائز Xbiz للمرة الثانية، وظهرت في الحفل إلى جانب نجمة العقد Wicked Pictures / Wicked.com ، جيسيكا دريك، وعلى السجادة الحمراء AVN مع المضيفين المشاركين جيسي جين وعازف الجيتار ديف نافارو.

## الظهور الإعلامي
ظهر Kross في المسلسل الكوميدي The League من FX ، وسلسلة G4 الواقعية The Block ، و Family Jewels.
في عام 2011، ألقيت دور تارا في دراما غريغوري هاتاناكا بلو دريم شاركت لفترة وجيزة في تقديم بث فيديو منتظم، Kayden's Review ، لصالح Triggla TV  جنبًا إلى جنب مع الممثل الكوميدي Dane Hanson. من عام 2012 إلى عام 2013، صور كروس شخصية رئيسية في الموسم الثاني من سلسلة الويب الخاصة بالسحاقيات للمخرج Tucky Williams ، Girl / Girl Scene. بدءًا من يناير 2013، تستضيف كروس برنامج الاتصال الأسبوعي Krossfire على راديو Playboy.
في عام 2013، ظهر كروس أيضًا في فيلم "Chicks 'N Guns" على قرص DVD للموسم الخامس Breaking Bad كمتجرد. تدور أحداث المشهد خلال حلقة الموسم الخامس "Gliding Over All". ظهر كروس أيضًا في مقطعي فيديو موسيقيين من فرقة Nekrogoblikon ، "No One Survives" في عام 2012 و "We Need a Gimmick" في عام 2015

## الكتابة
يكتب كروس أعمدة بانتظام للمنشورات مثل مجلة كومبلكس ومجلة XBIZ ومدونة لموقع xcritic.com. ساهمت أيضًا في اتجاه الإنترنت لتيموثي مكسويني، وظهرت قصتها القصيرة «بلانك» في مجموعة القصص القصيرة لعام 2012 أربعون قصة: كتابة جديدة من هاربر بيرنيال، كتاب إلكتروني. اعتبارًا من أغسطس 2012، كانت تكتب كتابًا عن سيرتها الذاتية عن صناعة الإباحية.

## الحياة الشخصية
في أكتوبر 2008، تم اتهام كروس بالسرقة الكبرى وانتهاكات القانون المدني لولاية كاليفورنيا، بما في ذلك عقود شراء الرهون العقارية. في يوليو 2009، تم إسقاط تهمة السرقة الكبرى، وتم تخفيض تهمة الاحتيال العقاري إلى جنحة؛ لم يطعن كروس في التهم الناتجة وحُكم عليه بيوم واحد في الحجز وثلاث سنوات تحت المراقبة. وألقت باللوم في تورطها في الموقف على سذاجتها وخداعها من قبل السمسار ومقرض الرهن العقاري.
كروس وشريكها الفرنسي مانويل فيرارا لديهما ابنة واحدة ولدت في يناير 2014.
في عام 2013، طلب منها فيرارا التوقف عن الأداء مع رجال آخرين.على العكس من ذلك، يواصل فيرارا تصوير المشاهد مع نساء أخريات، من خلال شركة الإنتاج الخاصة به في المقام الأول.

## روابط خارجية
- كايدن كروس على موقع IMDb (الإنجليزية)
- كايدن كروس على موقع روتن توميتوز (الإنجليزية)
- كايدن كروس على موقع قاعدة بيانات الفيلم (الإنجليزية)
- كايدن كروس على موقع ليتربوكسد (الإنجليزية)
- كايدن كروس على موقع كينوبويسك (الروسية)